# Olax lanceolata
Olax lanceolata är en tvåhjärtbladig växtart som beskrevs av Cavaco & Keraudr.. Olax lanceolata ingår i släktet Olax och familjen Olacaceae. Inga underarter finns listade i Catalogue of Life.